# On the Sunny Side of the Street
On the Sunny Side of the Street ist ein Popsong, als dessen Urheber Jimmy McHugh (Melodie) und Dorothy Fields (Text) eingetragen sind. Er wurde als Bestandteil der Broadwayshow The International Revue von Lew Leslie geschrieben, am 25. Februar 1930 uraufgeführt und im selben Jahr bei Shapiro, Bernstein & Co. veröffentlicht. Louis Armstrong trug durch zwölf Platteneinspielungen erheblich dazu bei, dass das Stück einer der beliebtesten Jazzstandards wurde. Es gehört auch zum Great American Songbook.

## Kennzeichen des Liedes
Das Stück ist in der Liedform A-A’-B-A’ gehalten. Die durchgehend in C-Dur gehaltene Melodie ist fröhlich; bereits in der ersten Phrase des A-Teils steigen Viertelnoten an (c-d-e-g), bis sie „einen übermütigen Sprung hinauf zum hohen e risikieren“, wodurch der Eindruck des Flanierens auf einer Straße gestützt wird. Das Stück beschreibt, wie schön es ist, seine Sorgen hinter sich zu lassen und auf der sonnigen Seite der Straßen spazieren zu gehen. Diese Seite der Straße, „das war in den Zeiten der Rassentrennung und der Diskriminierung der Schwarzen diejenige, die den Weißen vorbehalten war.“ Im letzten Teil des Liedes geht es auch um innere Werte, „den fiktiven Goldstaub an den sonnenbeschienenen Füßen und die Kunst, ohne einen Cent so reich zu sein wie der alte Rockefeller.“

## Wirkungsgeschichte
Obgleich Leslies The International Revue 1930 nur 95 Mal aufgeführt und als Flop angesehen wurde, haben zwei ihrer Lieder überlebt; wie das (in der Revue von Harry Richman gesungene) On the Sunny Side of the Street entwickelte sich auch Exactly Like You zum Jazzstandard. Wie Get Happy oder Life is Just a Bowl of Cherries gehört On the Sunny Side of the Street zu den Liedern, die wegen ihres Optimismus in der damaligen Weltwirtschaftskrise zum Hit wurden.
Bereits im Februar 1930 nahm Ted Lewis mit seinem Orchester das Lied auf; er erreichte Platz 2 der US-Hitparade. Auch Harry Richman hatte mit seiner kurz darauf erschienenen Aufnahme Erfolg und kam bis auf Platz 13.
Ab 1943 wurde der Titel wieder aktuell durch Filmmusicals wie Nobody’s Darling (1943), Is Everybody Happy? (1943), Swing Parade of 1946, die das Lied enthielten.
1945 wurden zwei Cover-Versionen des Liedes in den Vereinigten Staaten zum Hit:
- Tommy Dorsey and His Orchestra (1945 mit dem Arrangeur Sy Oliver und der Vokalgruppe The Sentimentalists, #16)
- Jo Stafford (1945, mit den Pied Pipers und Paul Weston and His Orchestra, #17)

Louis Armstrong, der das Lied mit seinem attraktiven Text bereits seit spätestens 1932 im Programm hatte, nahm es erstmals 1934 auf (nach seinem Nachahmer Taft Jordan). Armstrong spielte On the Sunny Side of the Street zwölf Mal ein; durch ihn entwickelte er sich zum Jazzstandard. Weiterhin sangen Helen Humes, Ida James, Billie Holiday das Lied, dann auch Nat King Cole, Ella Fitzgerald und Ernestine Anderson. Aber auch The Manhattan Transfer, Dinah Washington, Judy Garland, Keely Smith (1959), Frank Sinatra (1961), Willie Nelson (1978) und Barry Manilow (1994) lieferten Cover-Versionen.
Zahlreiche Instrumentalisten wie Art Tatum, Earl Hines, Louis Armstrong, Benny Goodman, Lionel Hampton, Dave Brubeck, Erroll Garner und Dizzy Gillespie interpretierten gleichfalls das Lied. Das Lied wird auch im Spielfilm Geliebt in alle Ewigkeit (1956) verwendet.